# جبال الألب ألبولا
جبال الألب ألبولا هي سلسلة جبلية في جبال الألب في شرق سويسرا.